# Nervijuncta longicauda
Nervijuncta longicauda är en tvåvingeart som beskrevs av Edwards 1927. Nervijuncta longicauda ingår i släktet Nervijuncta och familjen hårvingsmyggor. Inga underarter finns listade i Catalogue of Life.